# ИМЗ М-61
М-61 — советский тяжёлый мотоцикл с коляской. Выпускался Ирбитским мотоциклетным заводом (ИМЗ «Урал») с 1957 по 1961 год.

## История создания и конструкция
При разработке новой модели в серийную ходовую часть мотоцикла М-72М был установлен новый верхнеклапанный двигатель. Так появилась переходная модель с индексом М-61. Первые десять мотоциклов сошли с конвейера ещё в 1957 году, а в 1960 году мотоциклы стали выпускаться серийно и полностью вытеснили старый М-72М. После наладки серийного выпуска была создана следующая модель Урал М-62.